# 佐洛乌伊洛克
佐洛乌伊洛克，是匈牙利佐洛州所辖的一个村，总面积9.64平方公里，总人口106，人口密度11.0人/平方公里（2010年1月1日）。